# 三体合子拯救
三体拯救，或称三体合子拯救、三体自救是指同时含有某一（或多个）染色体的三个拷贝的受精卵失去其中一个染色体以恢复为二倍体染色体的遗传现象。 如果两条保留的染色体都来自同一亲本，则会产生单亲二体。如果保留的染色体来自不同的亲本（即，每个亲本各一份），则不会引起基因型或表型异常。三体拯救机制已被充分证实，相比之下，三体中出现的其它替代机制较少见。 
许多三体疾病会导致死胎（主要例外情况包括13、18、21三体） 。三体救援可能是尽可能保持胎儿存活的自然方法（尽管可能会发生单亲二倍体，并因在基因印记的作用下而导致诸如普瑞德威利综合征和天使曼综合征等综合征）。事实上，已经在体外观察到自发的三体拯救。 同样，单体拯救也可能是通过恢复二体合子来保持胎儿活力的自然方法。